# San Morales
San Morales ist ein westspanischer Ort und eine Gemeinde (municipio) mit nur noch 366 Einwohnern (Stand: 2024) im Osten der Provinz Salamanca in der Region Kastilien und León. Neben dem Hauptort San Morales gehört die Ortschaft Aceña de la Fuente zur Gemeinde. 

## Lage und Klima
Der ca. 795 m hoch gelegene Ort San Morales liegt im Süden der altkastilischen Hochebene (meseta). Die Großstadt Salamanca ist knapp 13 km in westsüdwestlicher Richtung entfernt. Durch den Süden der Gemeinde fließt der Río Tormes. Das Klima im Winter ist durchaus kühl; die geringen Niederschlagsmengen (ca. 435 mm/Jahr) fallen – mit Ausnahme der eher trockenen Sommermonate – verteilt übers ganze Jahr.

## Bevölkerungsentwicklung
| Jahr      | 1970 | 1981 | 1991 | 2001 | 2011 | 2021 |
| Einwohner | 241  | 187  | 184  | 223  | 288  | 332  |

Der Bevölkerungsrückgang in der zweiten Hälfte des 20. Jahrhunderts ist im Wesentlichen auf die Mechanisierung der Landwirtschaft und die Aufgabe bäuerlicher Kleinbetriebe zurückzuführen (Landflucht). 

## Sehenswürdigkeiten
- Bartholomäuskirche (Iglesia de San Bartolomé)
- Rathaus

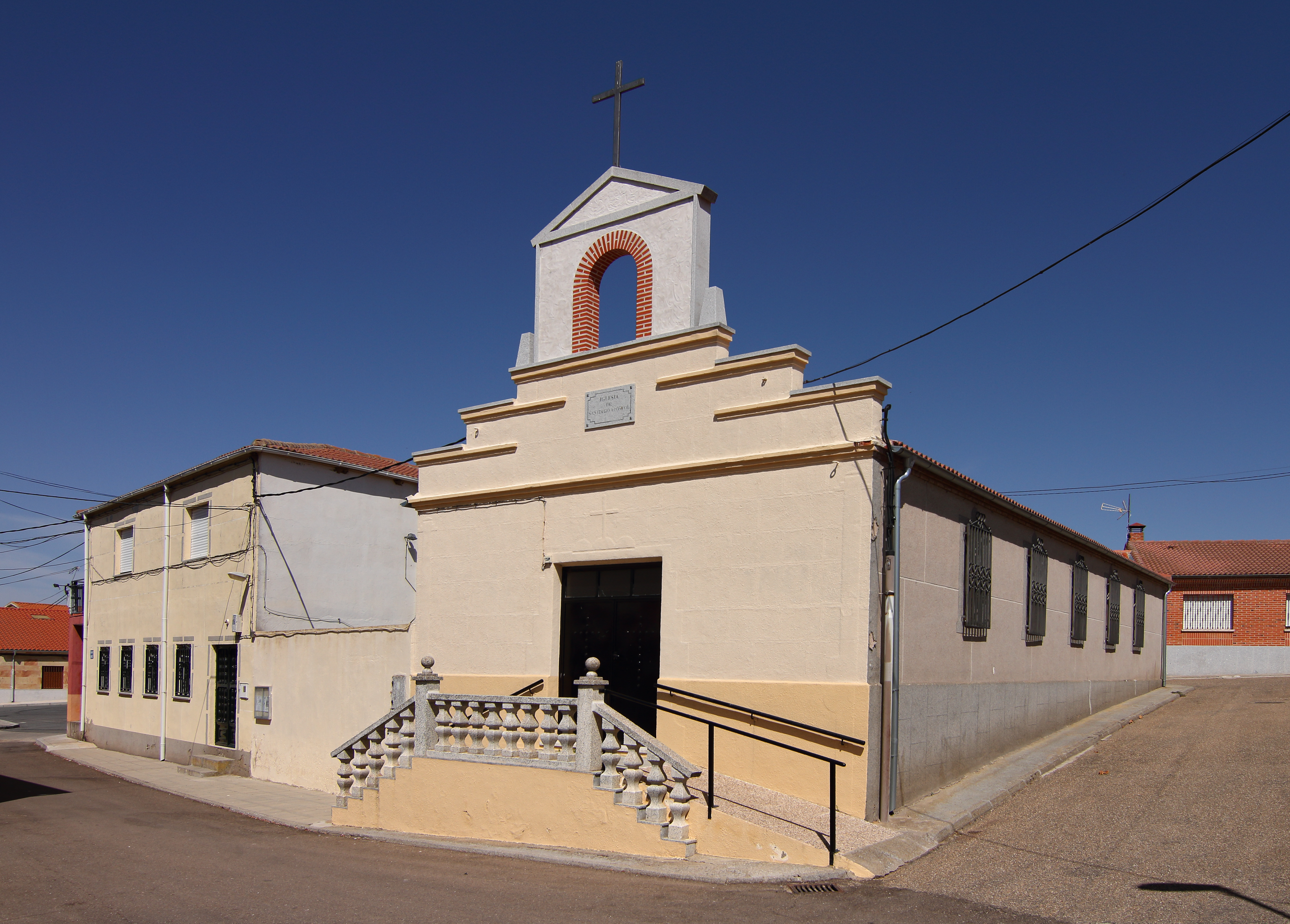
Bartholomäuskirche
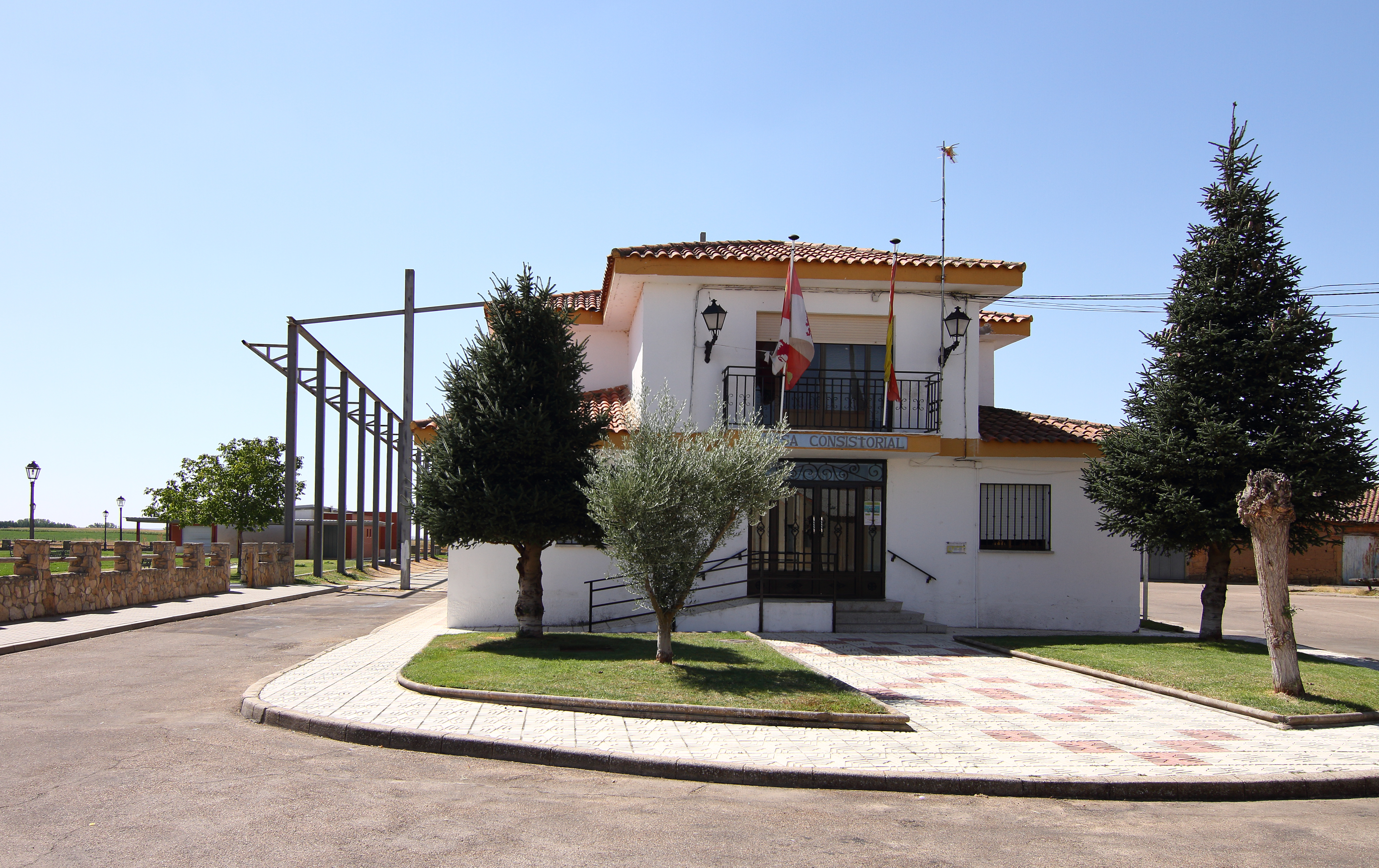
Rathaus